# Lojze Komjanc
Lojze Komjanc, slovenski gospodarstvenik in politik, * 21. avgust 1899, Gorica, † 15. april 1972, Gorica.

## Življenje in delo
Rodil se je v družini goriškega trgovca Antona Komjanca in materi Mariji (rojena Vogrič). Ljudsko šolo in gimnazijo je obiskoval v rojstnem kraju. Po končani šoli je pomagal v očetovem podjetju. Bil je Maistrov borec za severno mejo. Po končani 1. svetovni vojni je delal v Gorici, predvsem na športnem in gospodarskem področju. Zaradi protifašističnega delovanja ga je začela policija 1931 zasledovati. Leta 1939 je bil poslan v kazanski bataljon (battaglione speciale) na prisilno delo v pokrajino Cuneo. V 2. svetovni vojni se je vključil v Osvobodilno fronto ter bil odgovoren za oskrbovanje
IX. korpusa. V partizanih je bil od septembra 1943 do 2. avgusta 1944, ko so ga Nemci aretirali in ga 17. novembra 1944 obsodili na smrt. Kasneje je bil pomiloščen na dosmrtni zapor. Marca 1945 so ga izpustili na začasno svobodo, ker so mu 1. marca med letalskim napadom na Gorico umrli žena in sin, hčerka pa je bila težko ranjena. Leta 1947 je bil med ustanovitelji Demokratične fronte goriških, beneških in kanalskih Slovencev. Bil je tudi član upravnega sveta Kmečke banke v Gorici. Lastno podjetje je vodil do leta 1968.